# Rapajauratj
Rapajauratj är en sjö i Arjeplogs kommun i Lappland och ingår i Umeälvens huvudavrinningsområde. Rapajauratj ligger i Laisdalens fjällurskog Natura 2000-område.